# هومي بهابها
هومي جيهانجير بهابها (30 أكتوبر 1909 - 24 يناير 1966) كان عالم فيزياء نووية هندي، ومدير مؤسس، وأستاذ للفيزياء في معهد تاتا للبحوث الأساسية (TIFR). المعروف بالعامية باسم «والد البرنامج النووي الهندي»،  كان بهابها أيضًا المدير المؤسس لمؤسسة الطاقة الذرية، ترومباي (AEET) والتي تسمى الآن مركز بهابها للأبحاث الذرية على شرفه. كانت TIFR و AEET حجر الزاوية في التطوير الهندي للأسلحة النووية التي أشرف عليها بهابها أيضًا كمدير.
حصل بهابها على جائزة آدامز (1942) وبادما بوشان (1954). كما تم ترشيحه لجائزة نوبل للفيزياء في 1951 و 1953-1956.

## النشأة والتعليم
ولد هومي بهابها جهانجير من عائلة بارسي الثرية، التي لها علاقة برجال الأعمال دينشاو مانيكجي بيتيت، ودورابجي تاتا. ولد في 30 أكتوبر 1909. كان والده جهانجير هورموسجي بهابها، وهو محام بارسي معروف وكانت والدته ميهرين. وقد تلقى دراساته المبكرة في كاتدرائية بومباي ومدرسة جون كونون ودخل كلية إلفينستون في سن 15 عامًا بعد اجتيازه امتحان كامبردج مع مرتبة الشرف.

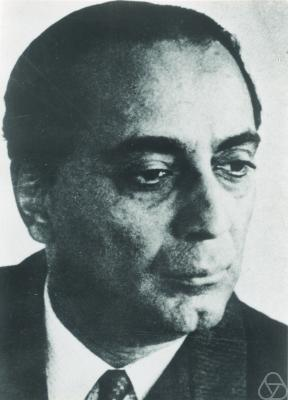

ثم التحق بالمعهد الملكي للعلوم في عام 1927 قبل أن ينضم إلى كلية كايوس بجامعة كامبريدج. كان هذا بسبب إصرار والده وعمه دورابجي، الذي خطط لبهابها للحصول على شهادة في الهندسة الميكانيكية من كامبريدج ثم العودة إلى الهند، حيث سينضم إلى تاتا ستيل أو تاتا ستيل ميلز في جامشيدبور كعالم معادن.

### بحث
فهم والد بهابها مأزق ابنه، ووافق هو وزوجته على تمويل دراسته في الرياضيات بشرط حصوله على الدرجة الأولى في امتحان تريبوس للعلوم الميكانيكية. تقدم بهابها لامتحان تريبوس في يونيو 1930 واجتاز الصف الأول. بعد ذلك، برع في دراساته الرياضية تحت قيادة بول ديراك لإكمال تريبوس الرياضيات. في غضون ذلك، عمل في مختبر كافنديش بينما كان يعمل للحصول على الدكتوراه في الفيزياء النظرية. في ذلك الوقت، كان المختبر مركزًا لعدد من الاكتشافات العلمية. اكتشف جيمس تشادويك النيوترون، وقام جون كوكروفت وإرنست والتون بتحويل الليثيوم ببروتونات عالية الطاقة، واستخدم باتريك بلاكت وجوزيب أوكياليني غرف السحب لإثبات إنتاج أزواج الإلكترونات والاستحمام بإشعاع جاما.
خلال العام الدراسي 1931-1932، مُنح بهابها منحة سالمون في الهندسة. في عام 1932، حصل على الدرجة الأولى في تريبوس الرياضي وحصل على منحة روس بول للسفر في الرياضيات. خلال هذا الوقت، كانت الفيزياء النووية تجتذب أعظم العقول وكانت من أهم المجالات الناشئة مقارنة بالفيزياء النظرية، فقد هاجمت معارضة الفيزياء النظرية المجال لأنه كان متساهلاً مع النظريات بدلاً من إثبات الظاهرة الطبيعية من خلال التجارب. كان إجراء تجارب على الجسيمات التي أطلقت أيضًا كميات هائلة من الإشعاع، شغفًا طوال حياة بابها، وأدت أبحاثه وتجاربه الرائدة إلى تحقيق أمجاد عظيمة للفيزيائيين الهنود الذين حولوا مجالاتهم بشكل خاص إلى الفيزياء النووية، ومن أبرزها بيارا سينف جيل.

### عمل في الفيزياء النووية
في يناير 1933، نال بهابها الدكتوراه في الفيزياء النووية بعد نشر أول ورقة علمية له بعنوان «امتصاص الإشعاع الكوني». في المنشور، قدم بهابها شرحًا لخصائص الامتصاص وإنتاج دش الإلكترون في الأشعة الكونية. ساعدته الورقة في الفوز بمنحة إسحاق نيوتن الطلابية في عام 1934، والتي أقامها على مدار السنوات الثلاث التالية. في العام التالي، أكمل دراسة الدكتوراه في الفيزياء النظرية تحت إشراف رالف إتش فاولر. خلال فترة دراسته، قسم وقته في العمل في كامبريدج ومع نيلز بور في كوبنهاغن. في عام 1935، نشر بهابها ورقة في وقائع الجمعية الملكية، السلسلة أ، أجرى فيها أول عملية حسابية لتحديد المقطع العرضي لتشتت الإلكترون والبوزيترون. تم تسمية تشتت الإلكترون والبوزيترون لاحقًا باسم تشتت بهابها، تكريماً لمساهماته في هذا المجال.
في عام 1936، شارك مع والتر هايتلر في تأليف بحث بعنوان «مرور الإلكترونات السريعة ونظرية الزخات الكونية» في وقائع الجمعية الملكية، السلسلة أ، حيث استخدموا نظريتهم لوصف كيف تتفاعل الأشعة الكونية الأولية القادمة من الفضاء الخارجي مع الغلاف الجوي العلوي لإنتاج جسيمات تُلاحظ على مستوى الأرض. ثم قام بهابها وهايتلر بعمل تقديرات عددية لعدد الإلكترونات في عملية التتالي على ارتفاعات مختلفة لطاقات بدء الإلكترون المختلفة. اتفقت الحسابات مع الملاحظات التجريبية لدشات الأشعة الكونية التي قام بها برونو روسي وبيير فيكتور أوجيه قبل بضع سنوات. استنتج بهابها لاحقًا أن ملاحظات خصائص هذه الجسيمات ستؤدي إلى التحقق التجريبي المباشر من نظرية النسبية لألبرت أينشتاين. في عام 1937، حصل بهابها على جائزة الطلاب العليا في معرض 1851، مما ساعده على مواصلة عمله في كامبريدج حتى اندلاع الحرب العالمية الثانية في عام 1939.

## العودة إلى الهند
في سبتمبر 1939، كان بهابها في الهند لقضاء إجازة قصيرة عندما بدأت الحرب العالمية الثانية، وقرر عدم العودة إلى إنجلترا في الوقت الحالي. قبل عرضًا للعمل كقارئ في قسم الفيزياء في المعهد الهندي للعلوم، ثم ترأسه الفيزيائي الشهير سي.في. رامان. حصل على منحة بحثية خاصة من السير دوراب تاتا ترست، والتي استخدمها لإنشاء وحدة أبحاث الأشعة الكونية في المعهد. اختار بهابها عددًا قليلاً من الطلاب، بما في ذلك هاريش شاندرا، للعمل معه. في وقت لاحق، في 20 مارس 1941، تم انتخابه زميلًا في الجمعية الملكية. بمساعدة JRD Tata، لعب دورًا أساسيًا في إنشاء معهد تاتا للبحوث الأساسية في مومباي.

## حياة مهنية
بدأ بهابها مسيرته المهنية في الفيزياء النووية في بريطانيا، وعاد إلى الهند لقضاء إجازته السنوية قبل بدء الحرب العالمية الثانية في سبتمبر 1939. دفعته الحرب إلى البقاء في الهند وقبل منصب قارئ في الفيزياء في المعهد الهندي للعلوم في بنغالورو، برئاسة سي.في. رامان الحائز على جائزة نوبل. خلال هذا الوقت، لعب بهابها دورًا رئيسيًا في إقناع كبار قادة حزب المؤتمر، وعلى الأخص جواهر لال نهرو الذي شغل فيما بعد منصب أول رئيس وزراء للهند، لبدء البرنامج النووي الطموح. كجزء من هذه الرؤية، أنشأ بهابها وحدة أبحاث الأشعة الكونية في المعهد، وبدأ العمل على نظرية حركة الجسيمات النقطية، بينما كان يجري بشكل مستقل بحثًا عن الأسلحة النووية في عام 1944. في عام 1945، أسس معهد تاتا للبحوث الأساسية في بومباي، ولجنة الطاقة الذرية في عام 1948، وكان أول رئيس لها. في عام 1948، قاد نهرو تعيين بهابها كمدير للبرنامج النووي وكلف بهابها بتطوير الأسلحة النووية بعد فترة وجيزة. في الخمسينيات من القرن الماضي، مثل بهابها الهند في مؤتمرات الوكالة الدولية للطاقة الذرية، وشغل منصب رئيس مؤتمر الأمم المتحدة بشأن الاستخدامات السلمية للطاقة الذرية في جنيف، سويسرا في عام 1955. خلال هذا الوقت، كثف من الضغط من أجل تطوير أسلحة نووية. بعد فترة وجيزة من الحرب الصينية الهندية، بدأ بهابها بقوة وعلانية في الدعوة إلى الأسلحة النووية.
اكتسب بهابها شهرة دولية بعد اشتقاق تعبير صحيح عن احتمال تشتت البوزيترونات بواسطة الإلكترونات، وهي عملية تعرف الآن باسم تشتت بهابها. تضمنت مساهمته الرئيسية عمله على تشتت كومبتون، عملية آر، علاوة على تقدم الفيزياء النووية. حصل على بادما بوشان من قبل حكومة الهند في عام 1954. عمل لاحقًا كعضو في اللجنة الاستشارية العلمية لمجلس الوزراء الهندي وقدم الدور المحوري لفيكرام سارابهاي لإنشاء اللجنة الوطنية الهندية لأبحاث الفضاء. في يناير 1966، توفي بهابها في حادث تحطم طائرة بالقرب من مونت بلانك، أثناء توجهه إلى فيينا، النمسا لحضور اجتماع اللجنة الاستشارية العلمية للوكالة الدولية للطاقة الذرية. 

## الطاقة الذرية في الهند

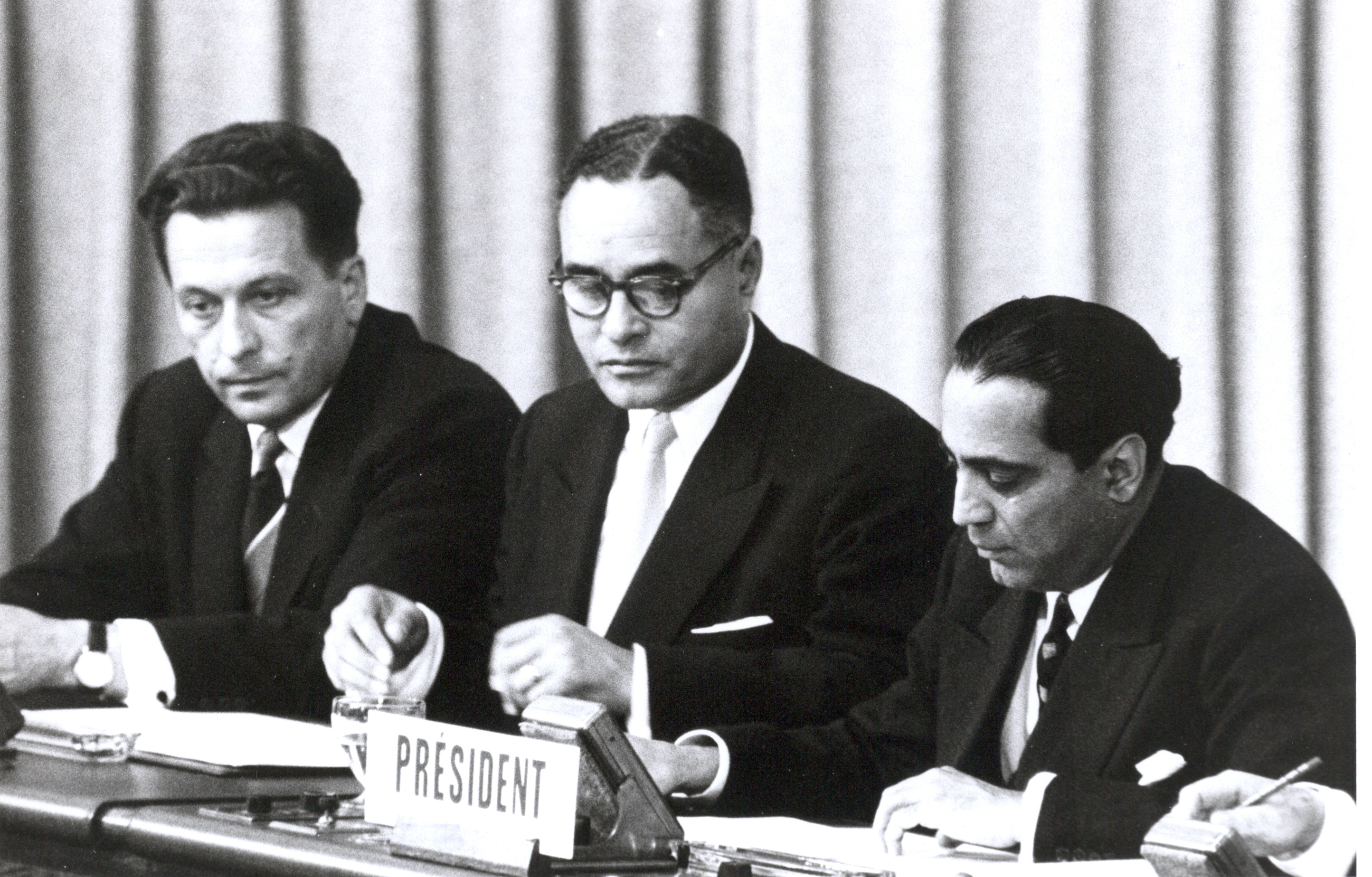
بهابها (يمين) في المؤتمر الدولي حول الاستخدامات السلمية للطاقة الذرية في جنيف، سويسرا، 20 أغسطس 1955

عندما كان هومي جهانجير بهابها يعمل في معهد الهند للعلوم، لم يكن هناك معهد في الهند لديه التسهيلات اللازمة للعمل الأصلي في الفيزياء النووية، والأشعة الكونية، وفيزياء الطاقة العالية، وغير ذلك من حدود المعرفة في الفيزياء. دفعه ذلك إلى إرسال اقتراح في مارس 1944 إلى صندوق السير دورابجي تاتا لإنشاء «مدرسة قوية للبحث في الفيزياء الأساسية». كتب في اقتراحه:
لا يوجد في الهند مدرسة كبيرة للبحث في أساسيات الفيزياء، سواء النظرية أو التجريبية. ومع ذلك، هناك عمال أكفاء منتشرون في جميع أنحاء الهند والذين لا يقومون بعمل جيد كما لو أنهم اجتمعوا في مكان واحد بموجب أمر مناسب. من مصلحة الهند تمامًا أن يكون لديها مدرسة قوية للبحث في الفيزياء الأساسية، لأن مثل هذه المدارس تشكل رأس الحربة في البحث التطبيقي الذي تم إجراؤه في الهند اليوم مخيبًا للآمال أو جودة متدنية للغاية ويرجع ذلك تمامًا إلى عدم وجود عدد كافٍ من عمال البحث البحتون المتميزون الذين سيضعون معيار البحث الجيد ويعملون في مجالس الإدارة بقدرة استشارية... علاوة على ذلك، عندما يتم تطبيق الطاقة النووية بنجاح لإنتاج الطاقة في غضون عقدين من الآن، لن تضطر الهند إلى البحث في الخارج عن الخبراء ولكنها ستجدهم جاهزين في متناول اليد. لا أعتقد أن أي شخص مطلع على التطور العلمي في البلدان الأخرى سينكر الحاجة في الهند لمثل هذه المدرسة كما أقترح. ستكون الموضوعات التي سيتم إجراء البحث والتعليم المتقدم بشأنها هي الفيزياء النظرية، خاصة فيما يتعلق بالمسائل الأساسية ومع إشارة خاصة إلى الأشعة الكونية والفيزياء النووية، والبحوث التجريبية على الأشعة الكونية. ليس من الممكن ولا من المرغوب فيه فصل الفيزياء النووية عن الأشعة الكونية لأن الاثنين مرتبطان ارتباطًا وثيقًا.
قرر أمناء السير دورابجي جمسيتجي، تاتا ترست، قبول اقتراح بهابها والمسؤولية المالية لبدء المعهد في أبريل 1944. تم اختيار بومباي كموقع حيث أبدت حكومة بومباي اهتمامًا بأن تصبح مؤسسًا مشتركًا للمعهد المقترح. تم افتتاح المعهد، المسمى معهد تاتا للبحوث الأساسية، في عام 1945 في مساحة مستأجرة تبلغ 540 مترًا مربعًا في مبنى قائم. في عام 1948 تم نقل المعهد إلى المباني القديمة لنادي اليخوت الملكي.
عندما أدرك بهابها أن تطوير التكنولوجيا لبرنامج الطاقة الذرية لم يعد من الممكن تنفيذه داخل TIFR، اقترح على الحكومة بناء مختبر جديد مخصص بالكامل لهذا الغرض. لهذا الغرض  تم الحصول على 1200 فدان من الأراضي في ترومباي من حكومة بومباي. وهكذا بدأت مؤسسة الطاقة الذرية ترومباي (AEET) عملها في عام 1954. في نفس العام، تم أيضًا إنشاء إدارة الطاقة الذرية (DAE). مثل الهند في المنتديات الدولية للطاقة الذرية، ورئيس مؤتمر الأمم المتحدة بشأن الاستخدامات السلمية للطاقة الذرية، في جنيف، سويسرا في عام 1955. انتخب عضوا فخريا أجنبيا في الأكاديمية الأمريكية للفنون والعلوم عام 1958.

## برنامج الطاقة النووية
يُعرف بهابها عمومًا على أنه والد الطاقة النووية الهندية. علاوة على ذلك، يُنسب إليه الفضل في صياغة إستراتيجية للتركيز على استخراج الطاقة من احتياطيات البلاد الهائلة من الثوريوم بدلاً من احتياطياتها الضئيلة من اليورانيوم.  كانت هذه الاستراتيجية المركزة على الثوريوم في تناقض ملحوظ مع جميع البلدان الأخرى في العالم. أصبح النهج الذي اقترحه بهابها لتحقيق هذا الهدف الاستراتيجي هو برنامج الطاقة النووية الهندي ذي المراحل الثلاث.
صاغ بهابها نهج المراحل الثلاث على النحو التالي: يبلغ إجمالي احتياطيات الثوريوم في الهند أكثر من 500.000 طن في شكل قابل للاستخراج بسهولة، في حين أن الاحتياطيات المعروفة من اليورانيوم أقل من عُشر هذا. لذلك يجب أن يكون الهدف من برنامج الطاقة الذرية بعيد المدى في الهند هو تأسيس توليد الطاقة النووية في أسرع وقت ممكن على الثوريوم بدلاً من اليورانيوم. لا يمكن استخدام الجيل الأول من محطات الطاقة الذرية القائمة على اليورانيوم الطبيعي إلا لبدء تشغيل برنامج للطاقة الذرية... يمكن استخدام البلوتونيوم الذي تنتجه محطات توليد الطاقة من الجيل الأول في الجيل الثاني من محطات الطاقة المصممة لإنتاج الطاقة الكهربائية وتحويل الثوريوم إلى U-233، أو اليورانيوم المستنفد إلى المزيد من البلوتونيوم مع زيادة التكاثر. قد يُنظر إلى الجيل الثاني من محطات الطاقة كخطوة وسيطة لمحطة توليد الطاقة من الجيل الثالث والتي ستنتج جميعها من اليورانيوم 238 أكثر مما تحترق في الدورة المنتجة للطاقة.

## موته
مات بهابها عندما تحطمت رحلة الخطوط الجوية الهندية 101 بالقرب من مونت بلانك في 24 يناير 1966. سوء التفاهم بين مطار جنيف والطيار حول موقع الطائرة بالقرب من الجبل هو السبب الرسمي لتحطم الطائرة.

## ميراث

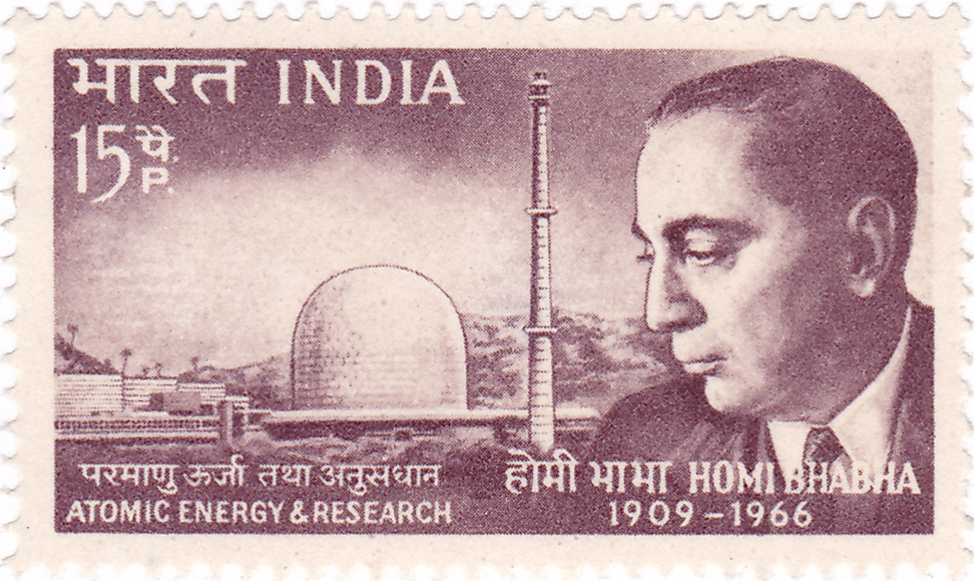
بهابها على طابع عام 1966 من الهند

بعد وفاته، تم تغيير اسم مؤسسة الطاقة الذرية في مومباي إلى مركز بهابها للأبحاث الذرية على شرفه. بالإضافة إلى كونه عالِمًا وإداريًا ماهرًا، كان بهابها أيضًا رسامًا وعاشقًا للموسيقى الكلاسيكية والأوبرا، إلى جانب كونه عالم نباتات هواة.[بحاجة لمصدر] إنه أحد أبرز العلماء الذين عرفتهم الهند على الإطلاق. شجع بهابها أيضًا البحث في الإلكترونيات وعلوم الفضاء وعلم الفلك الراديوي وعلم الأحياء الدقيقة.[بحاجة لمصدر]

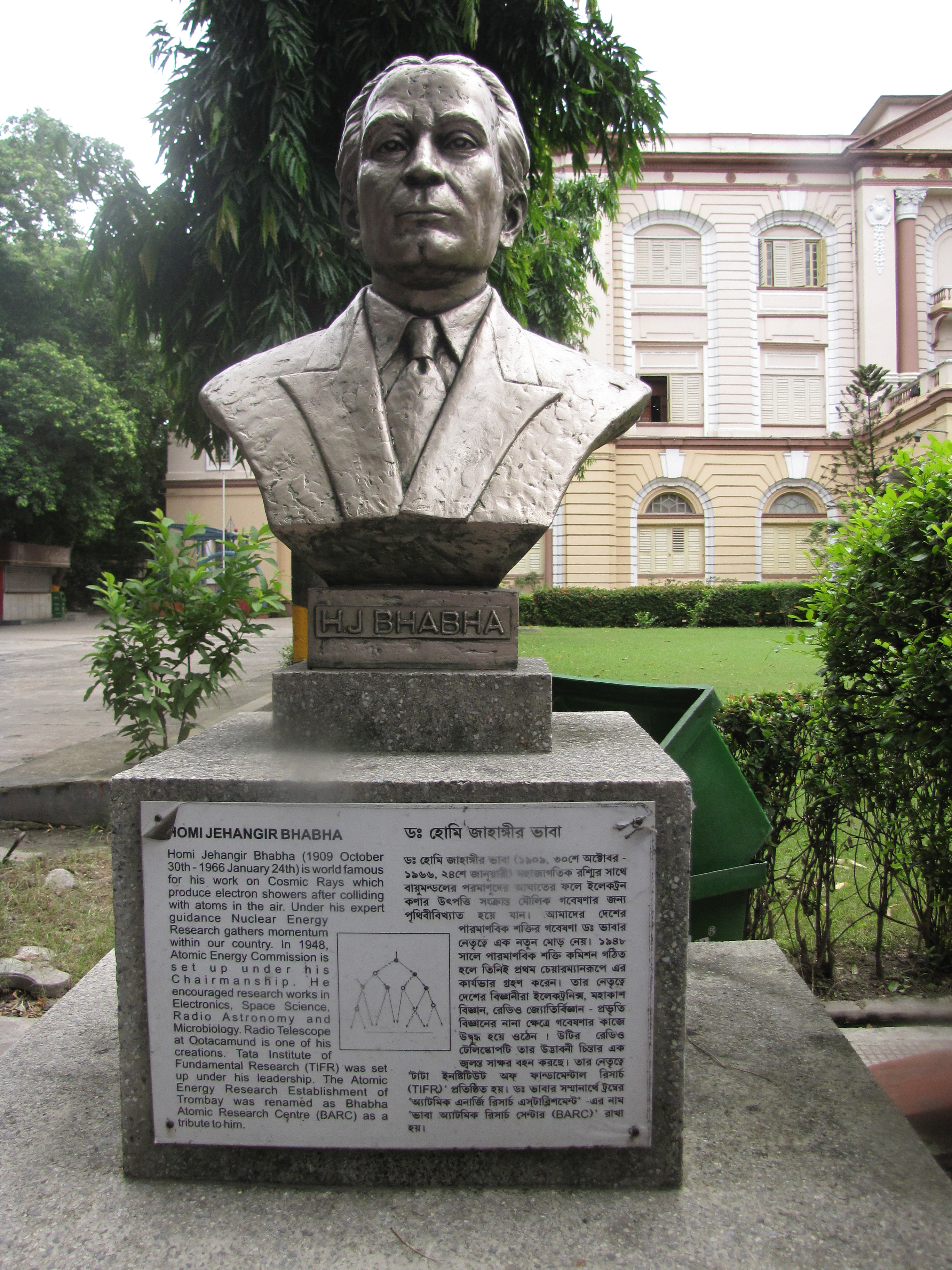
تمثال نصفي لبابها في متحف بيرلا الصناعي والتكنولوجي، كولكاتا

كان التلسكوب الراديوي الشهير في أوتي بالهند مبادرته، وأصبح حقيقة واقعة في عام 1970. يقدم مجلس زمالة هومي بهابها زمالات هومي بهابها منذ عام 1967. المؤسسات الأخرى المعروفة باسمه هي معهد هومي بهابها الوطني، وهي جامعة تعتبر هندية ومركز هومي بهابها لتعليم العلوم، مومباي، الهند.
عند وفاة بهابها، ورث شقيقه جامشيد بهابها ممتلكاته بما في ذلك مهرانجير، البنغل الاستعماري المترامي الأطراف في مالابار هيل حيث أمضى معظم حياته. جمشيد، وهو راعي متعطشا للفنون والثقافة، وتركها بيت من طابق ومحتوياته إلى المركز الوطني للفنون الاستعراضية، التي مزاد العقار ل روبية 372 كرور في عام 2014 إلى صناديق رفع لصيانة وتطوير المركز. تم هدم البنغل في يونيو 2016 من قبل المالك سميتا-كريشنا جودريج من عائلة جودريج، على الرغم من بعض الجهود للحفاظ عليه كنصب تذكاري لهومي بهابها.